# Ибо сегодня мы можем погибнуть
«Ибо сегодня мы можем погибнуть» (англ. For Tonight We Might Die) — первая серия британского научно-фантастического телесериала «Класс». Премьера серии состоялась 22 октября 2016 года на канале BBC Three.

## Синопсис
В академии Коал-Хилл наступает новый учебный семестр, и студенты готовятся к осеннему балу. Когда же на школу нападает чудовищный Сумрачный Род, четверым совершенно чужим друг другу ученикам придётся заключить неожиданный союз, чтобы дать отпор. Загадочный пришелец по имени Доктор возложил на Чарли, Рама, Эйприл и Таню вместе с их учительницей физики мисс Квилл большую ответственность: стоять на страже против кошмарных порождений, которые хотят прорваться на Землю и воцариться там. И это вторжение — лишь начало.